# Mycetophagus tauricus
Mycetophagus tauricus es una especie de coleóptero de la familia Mycetophagidae.

## Distribución geográfica
Habita en Crimea.